# Maria che scioglie i nodi
Maria che scioglie i nodi (Virgen Maria Knotenlöserin) è un dipinto a olio su tela realizzato intorno al 1700 dal pittore tedesco Johann Georg Melchior Schmidtner e conservato ad Augusta; da esso ha avuto origine una grande devozione mariana.

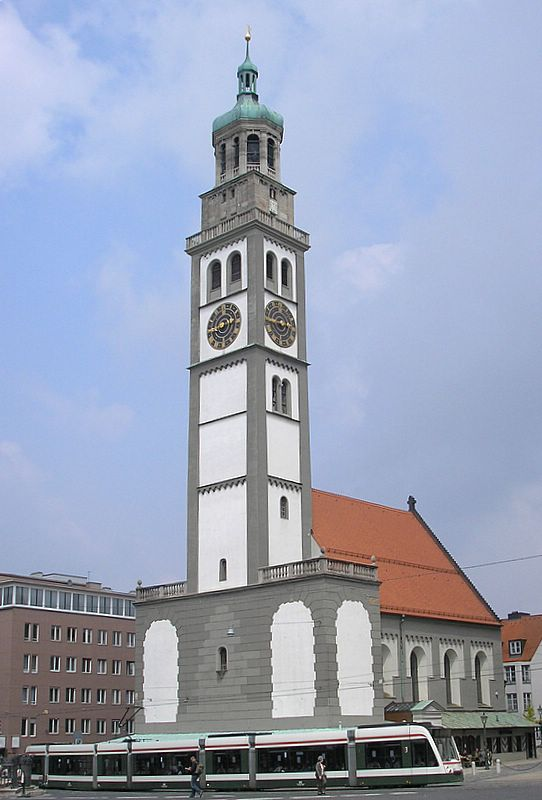
San Peter, Perlachturm

## Descrizione del dipinto
Il dipinto, in stile veneziano con influenza barocca, di cm 182 x 110, fu realizzato dall'artista nella chiesa di St. Peter am Perlach, su commissione di Hieronymus Ambrosius Langenmantel, un erudito, nobile prelato e canonico dottore. Langenmantel era amico dell'egittologo, alchimista ed esoterista Athanasius Kircher, nonché membro della Fruchtbringenden Gesellschaft (Società dei Carpofori) che esercitò una notevole influenza sulla nascente Massoneria tedesca.
In esso viene rappresentata Maria al centro, con al lato sinistro un angelo che le porge un nastro pieno di nodi aggrovigliati e al lato destro un altro angelo che raccoglie il nastro spianato e libero dai nodi che Maria ha sciolto. La Vergine è rappresentata con la luna sotto 
i suoi piedi (secondo la visione riportata al capitolo 12 dell'Apocalisse), mentre schiaccia il serpente (rappresentazione del diavolo, secondo la profezia di Genesi 3,15). 
In basso al centro è rappresentata la scena biblica di Tobia: il giovane israelita, in viaggio per raggiungere colei che diventerà la propria sposa, è guidato per mano dall'arcangelo Raffaele e accompagnato dal proprio cane, simbolo della fedeltà di Dio.
Sul capo, Maria ha una corona di dodici stelle, simbolo di trionfo e di vittoria. Il numero dodici è tradizionalmente ricco di simboli: essendo il prodotto di tre (la Trinità) per quattro (l'umanità), indica la perfetta unione tra umano e divino. Nel mondo ebraico dodici rappresentava la pienezza: dodici sono le tribù d'Israele, dodici gli apostoli scelti da Gesù. La corona richiama anche il capitolo 12 dell'Apocalisse, in cui si presenta la visione della lotta tra la donna il drago. Il manto azzurro di Maria rappresenta la trascendenza, la vita divina, Maria "piena di grazia". Il colore rosso, tratto dalla terra, indica la dimensione umana. La tunica rossa della Madonna vuole indicare, quindi, la sua totale sottomissione alla volontà del Padre che ha reso possibile l'Incarnazione del Figlio.
Gli angeli sono servitori di Dio e custodi del cammino dell'uomo (Esodo 23, 20-22). A destra si vede un angelo che porge a Maria un nastro con nodi di tutti i tipi. Con il suo sguardo attento e paziente ci vuole dire di non dubitare anche se i nodi sono molti e difficili. All'altro lato, il sinistro, tra la luce della misericordia e della salvezza divina, un altro angelo riceve il nastro che scivola liscio tra le sue mani: ciò significa che la preghiera del fedele è stata ascoltata e che il nodo è stato sciolto per intercessione di Maria.
La tradizione racconta che il nonno del canonico committente avesse attraversato una crisi coniugale e fosse riuscito a superarla pregando la Vergine Maria: questo spiegherebbe la presenza sulla tela del riferimento biblico a Tobia.

## La devozione
Papa Francesco, quando era giovane prete gesuita durante i suoi studi di teologia in Germania, vide questa raffigurazione della Vergine, rimanendone profondamente colpito. Tornato in patria, si è impegnato a diffonderne il culto a Buenos Aires e per tutta l'Argentina.
Il culto è ora presente in tutta l'America del Sud, in particolare in Brasile.
Una pala d'altare dovuta all'artista Marta Maineri, situata nella chiesetta dedicata a San Giuseppe presso la parrocchia San Francesco d'Assisi a Lainate (Milano), raffigura la Madonna che scioglie i nodi.
Di particolare suggestione è il rito dell'Incendio dei Nodi, che si celebra sia nella chiesa della Pietà dei Turchini nel centro di Napoli a Via Medina, dove Maria che scioglie i nodi è particolarmente venerata. I fedeli sono soliti lasciare ai piedi dell'altare dedicato a Maria che scioglie i nodi le loro preghiere scritte su foglietti di carta annodati. Questi vengono incendiati durante la celebrazione eucaristica in giorno di sabato. Ciò ha spinto papa Francesco a concedere l'Anno Santo Giubilare aperto il 26 ottobre 2019 dall'arcivescovo di Napoli cardinale Crescenzio Sepe. Il dipinto in Via Medina, olio su tela di cm 150 x 100, è stato realizzato da Katherina Bakas, artista greco - ortodossa.
(Sant'Ireneo di Lione, Adversus Haereses III, 22, 4)